# 河村黎吉
河村 黎吉（かわむら れいきち、1897年9月1日 (一説に6月16日) - 1952年12月22日）は、日本の俳優。本名は河村石五郎（かわむら いしごろう）。
松竹で活躍した脇役俳優の一人であり、300本近い作品に出演した。島津保次郎監督作品に常連出演し、江戸っ子役や三枚目役で知られた。戦後に社長シリーズの前身である『三等重役』に社長役で出演したことでも有名。

## 略歴・人物
1897年（明治30年）9月1日、東京府東京市深川区（現在の東京都江東区）に生まれる。神田の錦城商業学校予科を卒業後、13歳で中洲の真砂座で初舞台を踏む。新派劇の無名劇団に参加して地方巡業で各地を転々とし、自ら小劇団を組織したこともあった。
本所寿座出演を最後に舞台生活を切り上げ、1921年（大正10年）5月に松竹蒲田撮影所に入社する。初出演作は6月公開の賀古残夢監督『酒中日記』で、当初は仕出し程度だったが、特徴的な風貌と舞台で培われた演技力でたちまち頭角をあらわしていく。1923年（大正12年）1月、柳さく子、梅村蓉子、奈良真養とともに準幹部に昇格。同年9月1日に関東大震災が発生、その影響で蒲田撮影所は使用不可能となり、大半の所員と共に下加茂撮影所に移る。牛原虚彦監督の『大地は怒る』『南の漁村』、池田義信監督の『暮るゝ嶺』などに準主役として出演し、翌1924年（大正13年）1月に幹部に昇格した。
同年に蒲田撮影所に復帰し、島津保次郎監督の『愚者なればこそ』等に出演したが、同年7月に撮影所長兼監督の野村芳亭が下加茂撮影所に異動、下加茂撮影所での時代劇製作強化のため大久保忠素、清水宏、柳さく子、志賀靖郎、小川国松らとともに下加茂へ移り、下加茂改組第1作の『元禄女』を始め、野村監督『海賊髑髏船』『復活』（1925年）では柳と主演。他多数に出演したが、1925年（大正14年）6月末に下加茂撮影所は閉鎖、蒲田に引き揚げる。清水監督の『義人の刃』、小津安二郎の処女作『懺悔の刃』（1927年）などの時代劇に出演する一方、現代劇でも準主役クラスで出演。1928年（昭和3年）頃からは現代劇専門となる。この頃から二枚目半から三枚目がかった役を演じるようになり、次第に芸達者ぶりを認められる。
島津監督には以後も重用され続け、『上陸第一歩』『春琴抄 お琴と佐助』などで押しも押されもせぬバイプレーヤーとしての地位を固め、トーキー時代からは江戸弁の台詞回しで人気を得た。島津作品のほか、成瀬巳喜男、清水、渋谷実、五所平之助、吉村公三郎らの作品でも芸達者ぶりを発揮し、父親役、江戸っ子役で精彩を放った。1939年（昭和14年）1月、吉川満子、川崎弘子とともに大幹部待遇に昇格した。

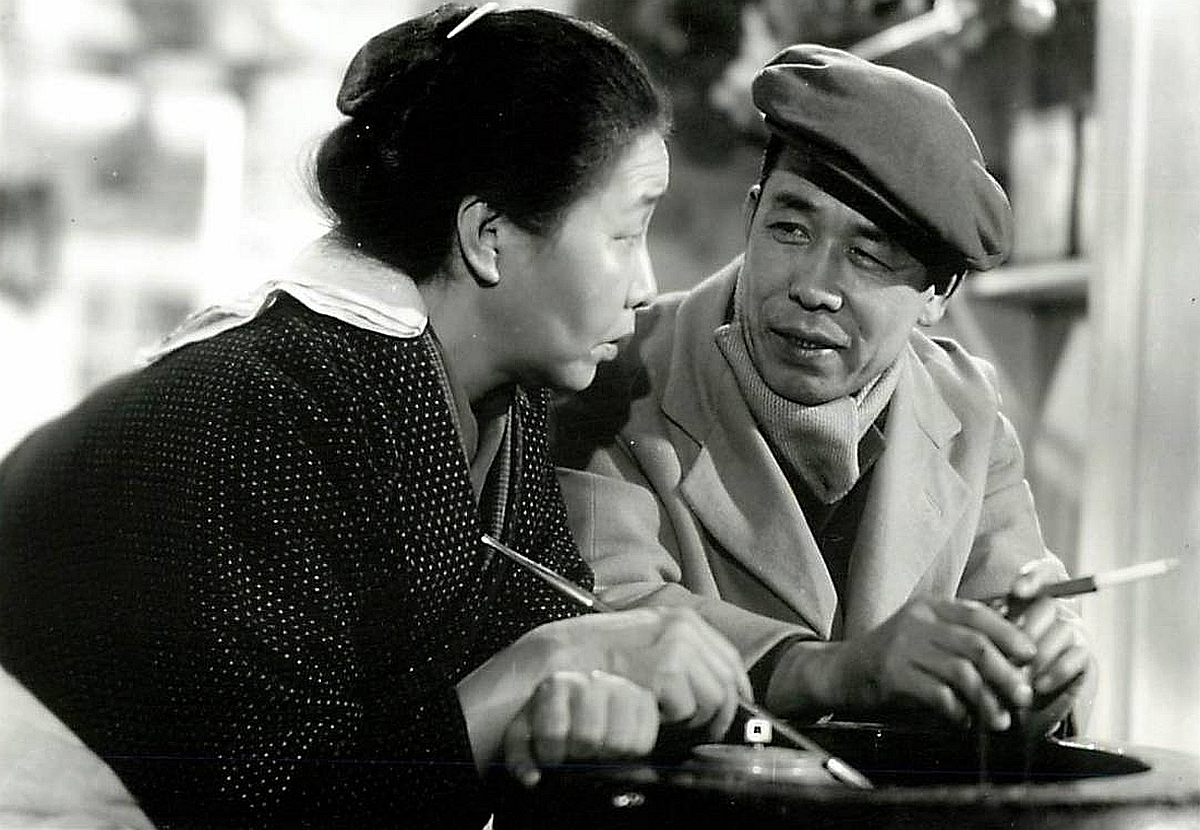
「長屋紳士録」飯田蝶子（左）と

戦後はフリーとなり、小津監督の『長屋紳士録』では下町庶民、千葉泰樹監督の『生きている画像』では江戸っ子の親爺を演じ、1949年（昭和24年）公開の黒澤明監督『野良犬』ではスリ係の老刑事を演じた。1952年（昭和27年）、東宝ドル箱シリーズとなる社長シリーズの母体である『三等重役』に社長役で主演。この演技で毎日映画コンクール演技特別賞を受賞した。

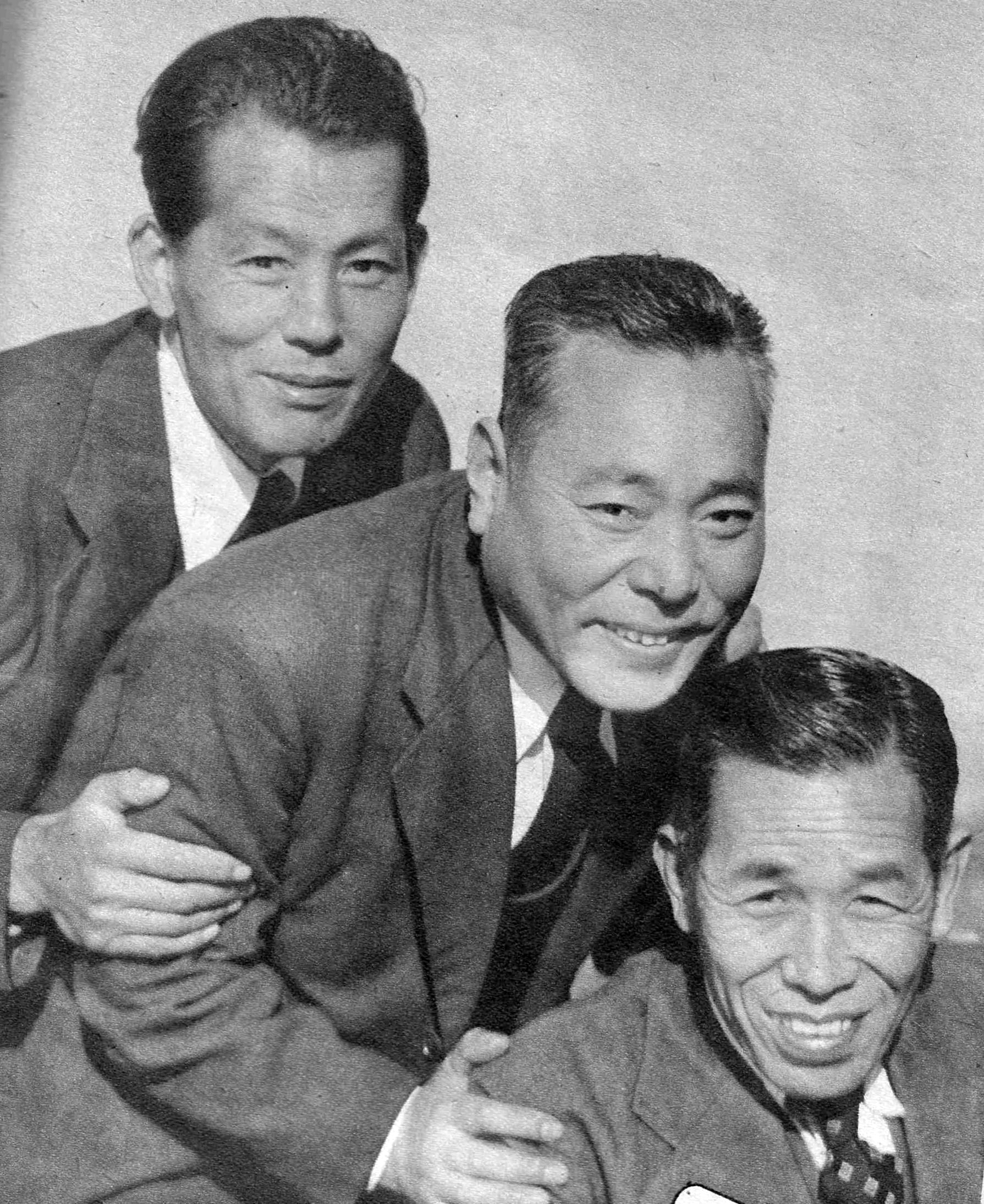
「笠智衆、坂本武、河村黎吉（1950年）

この年だけでも10本以上の作品に出演したが、胃癌のため倒れ、同年12月22日に築地の癌研附属病院で死去。55歳没。彼の最後の当たり芸となった『三等重役』はその後、1956年（昭和31年）の『へそくり社長』から始まる社長シリーズとして東宝の看板シリーズに発展、人事課長役で共演した森繁久彌が社長役に出世したが、毎回、社長室には前社長の河村の遺影が掲げられている。
娘は伴淳三郎のヒット映画『アジャパー天国』でデビューした女優の泉友子。

## 出演映画
太字の題名はキネマ旬報ベストテンにランクインした作品
- 清水の次郎長（1922年、松竹）
- 小羊（1923年、松竹） - 田中粂蔵
- 狼の群（1923年、松竹）
- 自活する女（1923年、松竹）
- 女と海賊（1923年、松竹）
- 南の漁村（1923年、松竹）
- 元禄女（1924年、松竹） - 萩田主馬
- 義人の刃（1925年、松竹） - 河合新十郎
- 自然は裁く（1925年、松竹）
- 悩ましき頃（1926年、松竹） - 紳士木村
- 狂怒乱心（1926年、松竹） - 真柄平三郎
- 黒髪夜叉（1926年、松竹） - 真岡兵部
- 悲願千人斬（1927年、松竹） - 日根野備中守
- 懺悔の刃（1927年、松竹）
- 彼と人生（1929年、松竹） - 執事山田
- 明日天気になあれ（1929年、松竹） - お父さん
- 麗人（1930年、松竹） - 六造
- 若者よなぜ泣くか（1930年、松竹） - 小原嘉六
- 愛よ人類と共にあれ（1931年、松竹） - 松山陽一
- 令嬢と与太者（1932年、松竹） - 赤峰家家令
- 金色夜叉（1933年、松竹） - 箕輪
- 上陸第一歩（1932年、松竹） - 司厨長野沢
- 乳姉妹（1932年、松竹） - 松平家家扶武林
- 花嫁の寝言（1933年、松竹） - その亭主
- 伊豆の踊子（1933年、松竹） - 鉱山技師久保田
- 君と別れて（1933年、松竹） - 照菊の父
- 婦系図（1934年、松竹） - めの惣
- 与太者と花嫁（1934年、松竹） - 旅館の番頭
- 金環蝕（1934年、松竹） - 大崎の父
- 春琴抄 お琴と佐助（1935年、松竹） - 貞造
- 有りがたうさん（1936年、松竹） - 東京帰りの村人
- 家族会議（1936年、松竹） - 梶原貞之助
- 人妻椿（1936年、松竹） - 近藤
- 荒城の月（1937年、松竹） - 土肥
- 婚約三羽烏（1937年、松竹） - 磯山主任
- 男の償ひ（1937年、松竹）
- 風の中の子供（1937年、松竹） - 父親
- 浅草の灯（1937年、松竹） - 大平軍治
- 母と子（1938年、松竹） - 工藤
- 愛染かつら（1938年、松竹） - 伯父・春樹
- 子供の四季（1939年、松竹） - 父
- 兄とその妹（1939年、松竹） - 行田富士夫
- 征戦愛馬譜 暁に祈る（1940年、松竹） - 謙作
- 木石（1940年、松竹） - 沢村
- 舞台姿（1940年、松竹） - お絹の父
- 戸田家の兄妹（1941年、松竹） - 鈴木
- 生きてゐる孫六（1944年、松竹） - 織田茂次郎
- 水兵さん（1944年、松竹）
- 必勝歌（1945年、松竹） - その父
- 伊豆の娘たち（1945年、松竹） - 杉山文吉
- 粋な風来坊（1946年、松竹） - 津向文吉
- はたちの青春（1946年、松竹） - 桑原
- 長屋紳士録（1947年、松竹） - 為吉
- 好色五人女（1948年、大映） - 樽屋伊助
- 三百六十五夜（1948年、新東宝） - 坂元東吉
- 生きている画像（1948年、新東宝） - すし徳
- 嫉妬（1949年、松竹） - 総務吉田
- 森の石松（1949年、松竹） - 江戸っ子
- 野良犬（1949年、新東宝） - スリ係石川刑事
- 女性対男性（1950年、芸研プロ） - 源さん
- 銀座三四郎（1950年、新東宝） - 銀平
- 山のかなたに（1950年、新東宝） - 和田弥助
- 宗方姉妹（1950年、新東宝） - 「三銀」の客
- 女優と名探偵（1950年、松竹） - 高利貸し
- 夜来香（1951年、新東宝） - 亀山連吉
- 天明太郎（1951年、松竹） - 小笹五郎
- 戦後派お化け大会（1951年、新東宝） - 父親源さん
- 浅草紅団（1951年、大映） - 須山
- ラッキーさん（1952年、東宝） - 秋庭社長
- 三等重役（1952年、東宝） - 桑原社長
- 父帰る（1952年、松竹） - 宗太郎
- 続三等重役（1952年、東宝） - 桑原社長